# Колодец Единорога
«Колодец единорога» (англ. The Well of The Unicorn) — роман Флетчера Прэтта в жанре фэнтези. Впервые опубликован в 1948 году.

## Сюжет
Главный герой романа Эйрар Эльварсон, юноша, немного разбирающийся в магии, изгнан со своего хутора валькингами, правящими завоёванной ими страной Дейларной. По пути в город Наарос он попадает к колдуну и философу Мелибоэ, нанимающему его посланником к Железному Кольцу — организации дейлкарлов, желающих свергнуть владычество валькингов. В Нааросе Эйрар узнает о готовящемся восстании и знакомится с Рогеем — одним из руководителей Железного Кольца. Во время бегства из города он попадает к рыбакам островов Джентебби, пообещавшим дать ему 50 воинов в обмен на заклинания, избавляющие от морских демонов.
Вместе с ними он плывёт в Салмонессу, где герцог Роджер готовится выступить против валькингов. Войска Роджера и присоединившихся к нему Звёздных Воевод — наёмников из Каррены, одного из городов-государств Двенадцатиградья — разбиты валькингами. Эйрар с небольшим отрядом бежит на север, по пути к нему присоединяются Мелибоэ и четверо Звёздных Воевод. Отряд повстанцев перемещается по стране, ведя партизанскую войну против валькингов.
Наконец, они присоединяются к Микалегону — герцогу-пирату острова Ос-Эригу. В Ос-Эригу они выдерживают длительную осаду. Здесь же Эйрар знакомится с Аргирой — принцессой Империи — и влюбляется в неё. Замок Ос-Эригу пал в результате предательства, и Эйрар с остальными вождями восстания на кораблях плывут в Наарос. Захватив город, они готовятся дать бой валькингам. Эйрара провозглашают герцогом Дейларны. Он женится на Аргире. В решающем сражении валькинги разбиты, и Дейларна становится свободной.

## Герои книги
- Эйрар — главный герой, немного разбирается в магии
- Мелибоэ — чародей и философ, наставник Эйрара
- Альсандер, Плэйандер, Эйвименес — Звёздные Воеводы, прославленные полководцы, наёмники
- Эвадне — сестра Звёздных Воевод, влюблена в Эйрара
- Ладомир Ладомирсон — благородный рыцарь, единственный дэйлкарл — член Имперского Совета
- Микалегон — герцог-пират Ос-Эригу, отличается буйным нравом и любовью к мальчикам
- Аргира — принцесса Империи, возлюбленная Эйрара

## Мотивы и отсылки
В романе два основных мотива — описание войны и становление личности главного героя.
Описание войны достаточно глубокое, автор уделяет много внимания деталям, присутствует описание сражений. Главный герой проходит путь от изгнанника до правителя государства, при этом изменяясь духовно. В романе присутствует много диалогов между Эйраром и его наставником Мелибоэ, в них обсуждаются философские вопросы жизни, любви, власти, а также особенности устройства человеческого общества.
Можно достаточно чётко проследить параллели между вымышленными странами мира Колодца и реальными историческими государствами. Так, Империя сильно напоминает Византию периода упадка, держава валькингов — Древний Рим, Двенадцатиградье — полисную Грецию, Дейларна, Хестинга, Скагаланг — государства славян.

## Издания
Первое издание романа было опубликовано под псевдонимом Джордж Флетчер (1948), в 1967 книга вышла под настоящим именем писателя.
Издание на русском языке — издательство Северо-Запад, 1992 год